# Нахау
Нахау је ненасељено острвце у саставу атола Нукунону у оквиру острвске територије Токелау у јужном делу Тихог океана. Налази се у југозападном делу атола, између острваца Те Пука и Муа и Мотухага. Прекривено је тропским растињем.